# Liste des aires protégées du Mali
Cette page répertorie les aires protégées du Mali.

## Liste desparcs nationaux
- Parc national de la Boucle du Baoulé
- Parc national de Kouroufing
- Parc national de Wango

## Liste des réserves naturelles
- Réserve de faune de Niénendougou
- Réserve partielle de faune d'Ansongo Ménaka
- Réserve spéciale des éléphants de Douentza
- Sanctuaire des chimpanzés de Bafoulabé

## Conventions internationales

### Sites Ramsar
Le Mali a adhéré à la convention de Ramsar en 1987, et avait enregistré 4 zones humides d'importance internationales en 2020. 
- Delta intérieur du Niger, 2004
- Lac Magui, 2013
- Lac Wegnia, 2013
- Vallée du Sourou, site transfrontalier avec le Burkina Faso 2019

### Réserve de biosphère
Le Mali possède une réserve de biosphère reconnue par l'Unesco :
- Boucle du Baoulé, 1982[2]